# Bulletin of the Chemical Society of Japan
Bulletin of the Chemical Society of Japan (скорочено Bull. Chem. Soc. Jpn.) — міжнародний хімічний журнал, який видається з 1926 року Хімічним товариством Японії.
Через наслідки Другої світової війни у 1945—1946 роках видання журналу було тимчасово припинено. Публікуються результати досліджень з усіх галузей хімії.
Імпакт-фактор у 2020 році становив 5,488. Згідно зі статистикою Web of Science, у 2020 році журнал посів 51 місце зі 178 журналів у категорії Мультидисциплінарна хімія.